# Casus belli
Casus belli là một thành ngữ tiếng Latin có nghĩa là sự biện minh cho hành động chiến tranh. Casus có nghĩa là "sự cố", "vỡ" hoặc thực sự là "trường hợp", trong khi Belli có nghĩa là "chiến tranh". Nó thường được phân biệt với casus foederis, với Belli casus đang được sử dụng để chỉ hành vi tấn công hoặc đe dọa trực tiếp đối với một quốc gia, và casus foederis để chỉ hành vi tấn công hoặc đe dọa một đất nước đồng minh khác, mà quốc gia biện minh là tham gia vào một hiệp ước phòng vệ tương hỗ, chẳng hạn như NATO.
Thuật ngữ này đã được đưa vào sử dụng rộng rãi trong các thế kỷ XVII và XVIII với các tác phẩm của Hugo Grotius (1653), Cornelius van Bynkershoek (1707), và Jean-Jacques Burlamaqui (1732), trong số những người khác, và sự nổi lên của các học thuyết chính trị của jus ad bellum hoặc "lý thuyết chiến tranh chính đáng". Hình thức sử dụng không chính thức thay đổi ra ngoài định nghĩa kỹ thuật của cụm từ để đề cập đến bất kỳ "nguyên nhân chính đáng" mà một quốc gia có thể tuyên bố để tham dự vào một cuộc xung đột. Như vậy, nó đã được sử dụng cả một cách hồi tố để mô tả tình huống trong lịch sử trước khi thuật ngữ được đưa vào sử dụng rộng rãi và ngày nay khi mô tả tình huống khi chiến tranh đã không được chính thức tuyên bố.

## Các ví dụ lịch sử

### Chiến tranh Việt Nam
Nhiều nhà sử học đã cho rằng sự kiện Vịnh Bắc Bộ lần thứ hai là một cái cớ được tạo ra cho chiến tranh Việt Nam. Các sĩ quan Hải quân Bắc Việt đã tuyên bố công khai rằng trong sự cố thứ hai, tàu USS Maddox đã không bị hải quân Bắc Việt khai hỏa. Trong bộ phim tài liệu "The Fog of War", Bộ trưởng quốc phòng Mỹ lúc đó Robert McNamara thừa nhận cuộc tấn công trong sự cố thứ hai đã không xảy ra, mặc dù ông nói rằng ông và Tổng thống Johnson đã tin rằng tàu chiến của Mỹ bị tấn công vào thời điểm đó.
Sự cố Vịnh Bắc Bộ đầu tiên (ngày 2 tháng 8) không nên nhầm lẫn với sự kiện Vịnh Bắc Bộ thứ hai (ngày 4 tháng 8). Phía Bắc Việt cho rằng vào ngày 2 tháng 8, tàu khu trục USS Maddox của Hoa Kỳ đã bị trúng một quả ngư lôi và một trong số các máy bay Mỹ đã bị bắn rơi trong lãnh hải Bắc Việt Nam. PAVN Museum in Hanoi displays "Một phần của tàu phóng lôi... đã đánh đuổi thành công tàu USS Maddox ngày 2 tháng 8 năm 1964 ".
Vụ casus belli cho chiến tranh Việt Nam là sự kiện thứ hai. Ngày 4/8, USS Maddox đã được đưa đến bờ biển Bắc Việt Nam để "dương cờ" sau sự kiện đầu tiên. Nhà chức trách Mỹ cho rằng hai tàu của Việt Nam đã cố tấn công tàu USS Maddox và bị đánh chìm. Chính phủ Bắc Việt phủ nhận hoàn toàn sự việc thứ hai. Sự phủ nhận này có lợi cho các nỗ lực tuyên truyền của Bắc Việt Nam trong suốt cuộc chiến và trong một số năm sau đó.